# Armeniska kalendern
Den armeniska kalendern är en kalender som traditionellt användes under medeltiden i Armenien.
Ett år i den armeniska kalendern består alltid av 365 dagar. På ett år går det 12 månader plus fem dagar. En månad är alltid 30 dagar. De fem extra dagarna tillhör inte någon månad alls och de kallas aweleacʿ ("överflödig"). 
År 1 i den armeniska kalendern började år 552 enligt den julianska kalendern. 
Eftersom ett solår är ungefär 365,25 dagar och inte exakt 365 dagar så stämmer den armeniska kalendern sämre och sämre ihop med var jorden befinner sig i sin omloppsbana runt solen och även med de gregorianska och julianska kalendrarna. Efter 1461 armeniska år var skillnaden så stor att den armeniska kalendern låg exakt ett år före. År 1461 skedde år 2011 enligt den gregorianska kalendern.